# Geschichte des Mittelmeerraumes
Die Geschichte des Mittelmeerraumes ist die Geschichte eines der ältesten Kulturräume der Menschheit. Der Mittelmeerraum ist eine interkontinentale Region, die das Mittelmeer mit den darin liegenden Inseln und die küstennahen Festlandregionen dreier Kontinente umfasst. Hier begann, neben anderen Regionen weltweit, schon in frühester Zeit eine Entwicklung von der vorgeschichtlichen in die geschichtliche Phase. Eine wichtige Bedeutung nehmen dabei die klimatischen Räume ein: Das Mittelmeerklima zeichnet sich als Makroklimate der Subtropen mit trockenen, heißen Sommern und regenreichen, milden Wintern und hohen Sonnenstundensummen aus. Dieses Klima wird auch als Winterregenklima der Westseiten bezeichnet.
Erste Hochkulturen entstanden vor etwa 5.000 Jahren am Nil und in der Levante. Sowohl die Landwirtschaft als auch die urbane Kultur haben sich von dort nach Europa verbreitet. Die moderne Wissenschaft, Philosophie und das demokratische Staatswesen haben hier ihre Wurzeln, so dass die Region heute als Wiege auch der abendländischen Kultur gilt.

## Ur- und Frühgeschichte
Zahlreiche paläoanthropologische Funde, beispielsweise aus der Höhle von Arago bei Perpignan, beweisen, dass schon der Homo erectus im Mittelmeerraum lebte. Vor etwa 75.000 Jahren war die Region vor allem im europäischen Teil und in der Levante von Neandertalern besiedelt; in der Levante lebten parallel zu den Neandertalern aber auch schon die Vorfahren der „Jetztmenschen“ (vergl. Archaischer Homo sapiens). Vor ca. 40.000 Jahren wanderten die Cro-Magnon-Menschen über Anatolien nach Europa ein, existierten einige tausend Jahre parallel zu den Neandertalern, verdrängten sie aber nach und nach auf die Iberische Halbinsel im Westen und die Krim-Halbinsel im Osten. Die jüngsten Neandertaler-Funde aus diesen Regionen werden auf ein Alter von etwa 30.000 Jahre datiert.
In dem sich über mehrere hunderttausend Jahre erstreckenden Zeitraum dehnten sich die polaren Eiskappen wiederholt aus, Gletscher bedeckten während der Eiszeiten die Hochgebirge. Der Meeresspiegel lag daher zeitweise um bis zu 150 Metern unter dem heutigen Niveau. Die Straße von Gibraltar schloss sich zeitweise.
Funde aus der Höhle von Franchthi in der Argolis in Griechenland – darunter melischer Obsidian und Reste von Hochseefischen (Thunfisch) – belegen frühe Seefahrt. Auch der epipaläolitische Fundort von Aetokremnos auf Zypern konnte nur über das offene Meer erreicht werden.
Im Epipaläolithikum kam es zu saisonalen Siedlungen, seit dem Neolithikum wurde Landwirtschaft betrieben. Früheste diesbezügliche Spuren liegen in der Levante ab dem PPNA vor. Sehr viel später folgt das Alte Ägypten, wo ab 5000 v. Chr. Ackerbau betrieben wurde. Vermutlich drangen frühe Viehzüchter aus der zunehmend trockeneren Sahara (Western Desert) in das Niltal ein. In Anatolien sind ebenfalls Fundplätze des PPNA und PPNB belegt, die Neolithisierung Zyperns erfolgte 8300 v. Chr. In Griechenland sind die ersten Ackerbauern vor 7.000 v. Chr. anzusetzen. Die ägäischen Inseln scheinen erst später zu folgen. Aus Knossos auf Kreta ist ein akeramisches Neolithikum belegt. Im westlichen Mittelmeerraum (Cardialkultur) datiert das früheste Neolithikum ebenfalls auf ca. 7000 v. Chr. Man nimmt an, dass sich die neolithischen Kulturen vor allem über die Küstenregionen des Mittelmeers verbreiteten und bereits um 6.600 v. Chr. die Schweiz erreichten. Ein Eichenholz-Einbaum dieser Cardial-Kultur wurde in La Marmotta, Bracciano (Italien), gefunden.

Die Karte zeigt die ungefähren globalen Zentren der Landwirtschaft und ihrer Ausbreitung: Fruchtbarer Halbmond und Ausbreitung um das Mittelmeer (9000 v. Chr.), China (7000 v. Chr.), Neuguinea (7000–6000 v. Chr.), Mexiko (3000–2000 v. Chr.), Südamerika (3000–2000 v. Chr.), Afrika südlich der Sahara (3000–2000 v. Chr., das genaue Gebiet ist unbekannt), Nordamerika (2000–1000 v. Chr.).

Auf Malta und auf der iberischen Halbinsel entstanden während der Jungsteinzeit etwa zeitgleich die ersten Megalithanlagen und Tempel.

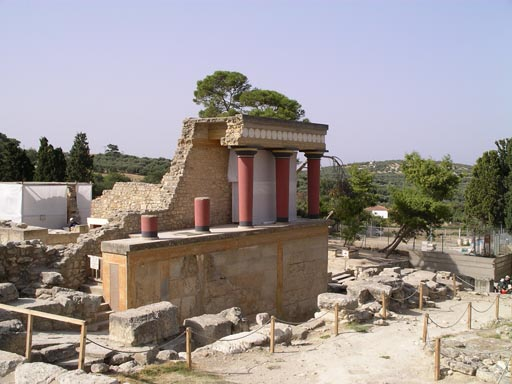
Palast von Knossos, Bronzezeit

Die Metallzeiten lösten die Steinzeit regional unterschiedlich ab. Zuerst verbreitet sich Kupfer, danach Bronze. Im metallreichen Spanien begann um 2300 v. Chr. die Bronzezeit (El-Argar-Kultur). Zahlreiche befestigte Siedlungen wurden angelegt.
Erste Staaten entstanden mit den Pharaonen-Dynastien gegen 3000 v. Chr. in Ägypten. Fast gleichzeitig bildeten sich an der Levante- und Ägäisküste erste Stadtstaaten. Die Großreiche der Frühzeit – Assyrien, Babylonien und die Hethiter – dehnten sich zeitweilig in den mediterranen Raum aus.
Die erste Hochkultur in Europa bildete sich auf Kreta aus: Die minoische Kultur entstand um 3000 v. Chr. und erreichte als möglicherweise erste Thalassokratie tausend Jahre später ihren Höhepunkt. Es wurden für die damalige Zeit und für europäische Verhältnisse gewaltige Paläste gebaut, die Besiedlung war sehr dicht und es muss Wohlstand geherrscht haben. Der Grund für das Ende dieser Kultur im 15. Jahrhundert v. Chr. ist umstritten; ältere Theorien, wonach der Vulkanausbruch auf Santorin sie unmittelbar ausgelöscht hat, sind widerlegt. Dagegen gilt heute eine Eroberung Kretas durch mykenische Griechen als sehr wahrscheinlich.

## Späte Bronzezeit bis Antike

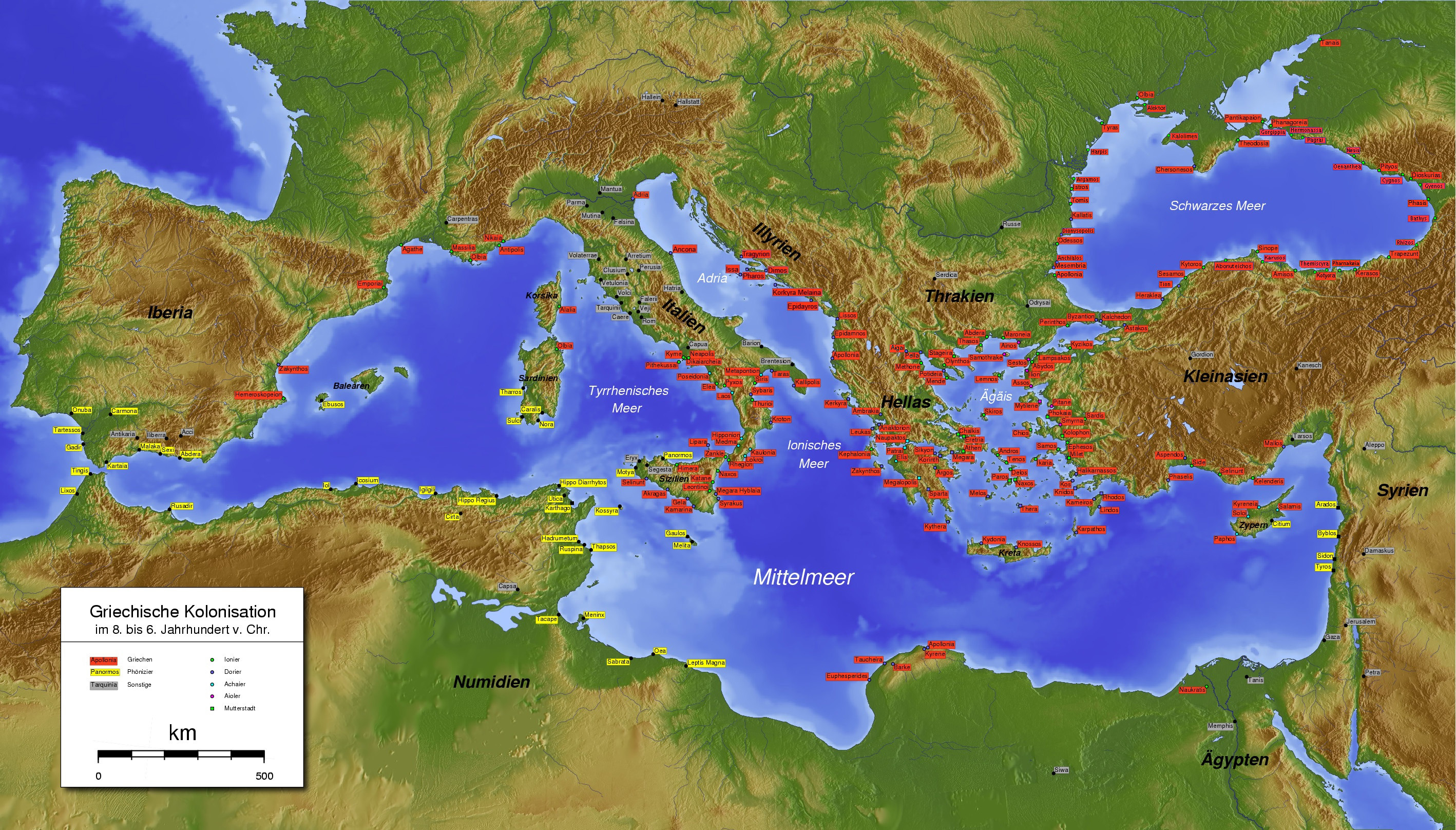
Die griechische und phönizische Kolonisation

Weiteste Ausbreitung der keltischen Kultur im 3. Jahrhundert v. Chr.

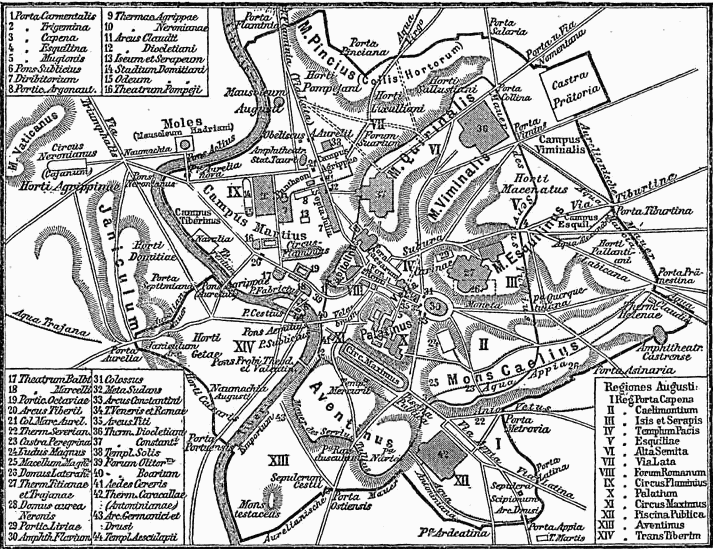
Das antike Rom war die größte Metropole ihrer Zeit

Das Forum Romanum, Zentrum des Römischen Reiches

### Späte Bronzezeit (ca. 1600 – 1200/900v.Chr.)
Die späte Bronzezeit (um 1600 bis ca. 1100 v. Chr., im östlichen, um 1300 bis ca. 900/800 v. Chr. im westlichen Mittelmeerraum) war durch zunehmende Bevölkerungsdichte und Staatenbildung sowie verstärkte Handelsaktivitäten besonders im östlichen Teil des Mittelmeerraumes geprägt. Überbevölkerung und die Sicherung der Handelsverbindungen waren die Hauptgründe für die einsetzende Kolonisation, die von den Ursprungsgebieten in Griechenland und den phönizischen Städten der Levante letztlich in alle Teile des Mittelmeerraumes und in den Schwarzmeerraum betrieben wurde. Den Beginn machten Mykener, ihnen folgten die Phönizier, die als Handels- und Seefahrervolk um 1000 v. Chr. an der Ostküste des Mittelmeeres in Erscheinung traten und ihre Stützpunkte und Siedlungen bis nach Nordafrika und Spanien ausdehnten.
Der ausgedehnte Handelsverkehr besonders im östlichen Mittelmeer wird gewöhnlich mit den folgenden Modellen erklärt:
1. Zentralisierte politische Kontrolle oder Thalassokratie (Kreta, Kanaan),
2. Kontrolle durch einzelne Zentren (Enkomi, Knossos, Ugarit) und die Vernetzung dieser Zentren durch Botschafter und Abgesandte,
3. Freier Handel durch Privatpersonen,
4. Zeremonieller Handel oder Austausch von Geschenken im Sinne von Mauss.

Teilweise wurde für weitgehend frei agierende Händler argumentiert. Auch George Bass hat sich, gestützt auf die Analyse der Funde aus dem Schiffswrack von Kap Gelidonya, gegen eine mykenische Thalassokratie ausgesprochen. Nach Bass wurde der spätbronzezeitliche Metall-Handel, von Sardinien bis in die Levante, weitgehend von den Phöniziern dominiert. Er nahm phönizische Gießereien auf Zypern an, in denen die typischen ochsenhautförmigen Barren produziert wurden. In der Tat zeigen ägyptische Wandmalereien als Überbringer der Ochsenhautbarren fast ohne Ausnahme Nordsyrer.
In mehreren Inschriften des assyrischen Königs Tiglat-pileser III. wird das „Obere Meer des Sonnenuntergangs“ erwähnt, der Begriff wird anscheinend sowohl für den Van-See als auch das Mittelmeer verwendet. Es scheint, dass der Begriff „Oberes Meer“ nach der Zeit Tiglat-pilesers vom Van-See auf das Mittelmeer übertragen wurde. Salmanasser III. bezeichnet das Mittelmeer als das „Obere Meer von Amurru“. Die Assyrer besaßen keine eigene Mittelmeer-Flotte, sondern bedienten sich phönizischer und zypriotischer Schiffe.

### Antike

Das antike Griechenland um 550 v. Chr.

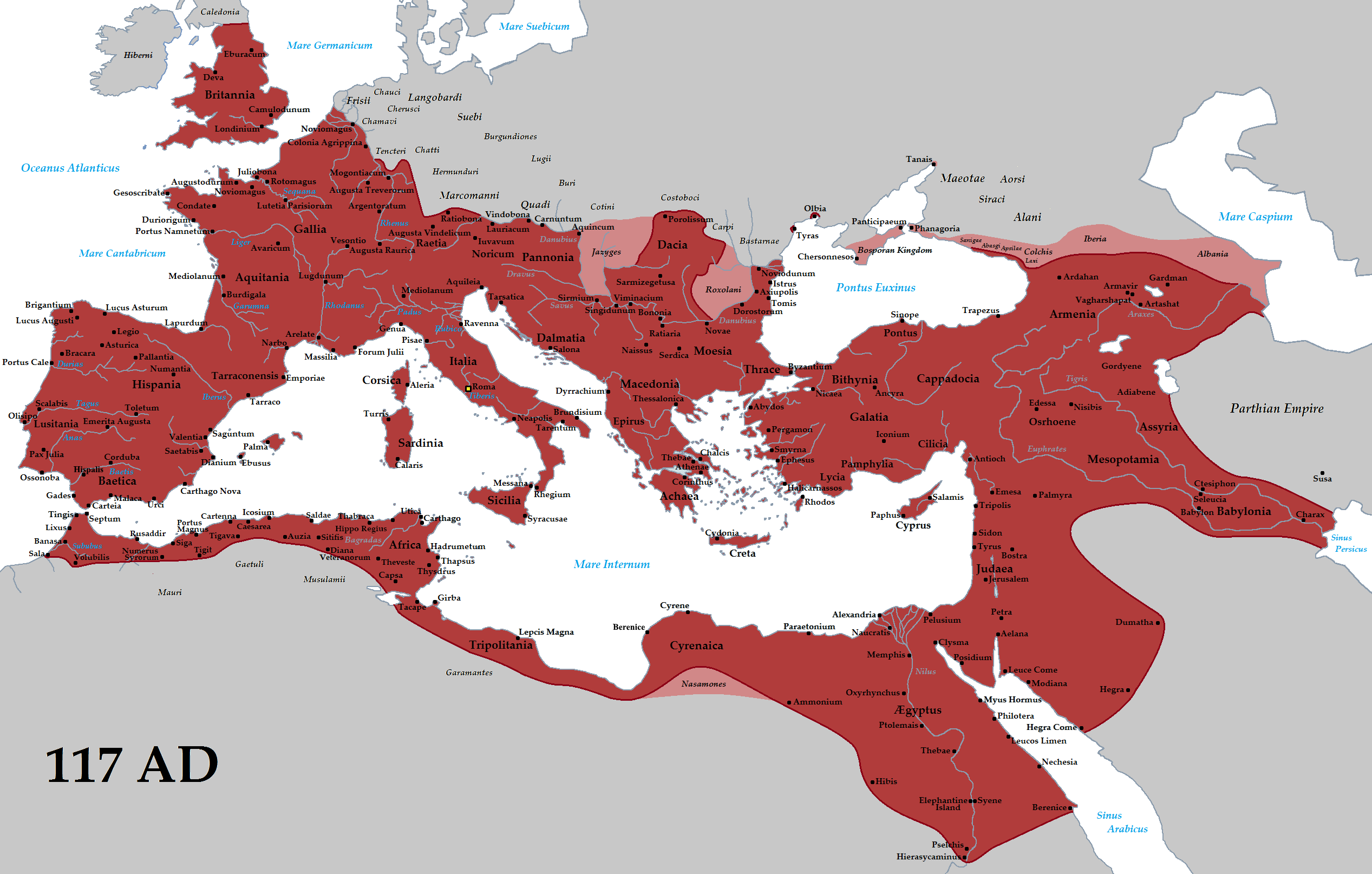
Das Römische Reich um 117

Seit der archaischen Zeit, also ab 800 v. Chr., trat das antike Griechenland ebenfalls als Handelsmacht auf und bereitete den Phöniziern zunehmend Konkurrenz. Die Griechen siedelten bis zur Rhône (Massilia) und der Krim und errichteten Kontore und Faktoreien bis nach Ägypten.
Die Toskana war das Siedlungsgebiet der Etrusker, die auch die reichen Eisenvorkommen von Elba kontrollierten. Diese Kultur entwickelte sich aus der örtlichen Villanova-Kultur, später unter starkem griechischen und syrischen („orientalischen“) Einfluss. In Mittelitalien begann mit der Gründung von Rom der zunächst langsame, aber stetige Aufstieg der Römer, die sich gegen 500 v. Chr. endgültig von den Etruskern emanzipierten und die Republik gründeten. Der Süden der Apennin-Halbinsel war durch die griechischen Kolonien geprägt („Magna Graecia“). Zur selben Zeit dehnte sich das persische Großreich bis Ägypten und zum Bosporus aus und unterwarf die Phönizier sowie die Ägypter. Die Zeit der großen persischen Expansion fiel zusammen mit der Blüte von Griechenland, das in mehreren Schlachten die persischen Invasionen abwehren konnte (490 bis 479 v. Chr.). Athen, neben Sparta der führende griechische Stadtstaat, hatte sich zur Abwehr der persischen Bedrohung zunächst mit Sparta und anderen Poleis zusammengeschlossen, begründete jedoch 477 v. Chr. zum Zweck der Befreiung der kleinasiatischen Griechen den attischen Seebund, der sich bald zu einem Machtinstrument Athens entwickelte (Thalassokratie).
Während die Griechen in weiten Teilen der nördlichen Mittelmeerküste Kolonien anlegten, bauten die Phönizier – nachdem (Tyrus) seine Unabhängigkeit verloren hatte – Karthago in Nordafrika zur neuen Machtbasis aus und legten auch in Spanien (Cádiz), Marokko, Korsika und Sardinien Handelsniederlassungen an. Sizilien war wegen seiner reichen Ressourcen und seiner Lage zwischen den damaligen Großmächten umkämpft.
Auf der iberischen Halbinsel entwickelten die Iberer eine zunehmend hierarchische Gesellschaft (Befestigungen und Oppida). Viele Forscher nehmen eine keltische Zuwanderung aus dem Norden an. Diese Kelten vermischten sich mit der einheimischen Bevölkerung, Strabos Keltiberer. Keltische Eroberungszüge (Brennus) führten auch nach Ober- und Mittelitalien und Griechenland (Plünderung des Orakels von Delphi). Nordwestafrika war durch nomadische und sesshafte Berberstämme dominiert, an der Küste lagen griechische und phönizische Kolonien.
Im späten 5. und dem beginnenden 4. Jahrhundert v. Chr. verloren die griechischen Stadtstaaten ihre Vormachtstellung durch innere Streitigkeiten und Kriege wie den Peloponnesischen Krieg zwischen Athen und Sparta (431 bis 404 v. Chr.). Dies führte dazu, dass Makedonien in Nordgriechenland expandieren konnte. Die Zerrissenheit der Perser und das Machtvakuum in Griechenland nutzte Alexander der Große, um ein bis dahin noch nicht gesehenes Reich von der Donau bis zum Indus zu erobern und die politischen Verhältnisse im östlichen Mittelmeerraum völlig umzugestalten. Auch wenn dieses Reich keinen Bestand hatte, setzten seine Generäle (die so genannten Diadochen) nach seinem Tod 323 v. Chr. für lange Zeit in den Nachfolgereichen griechische Traditionen fort und begründeten das Zeitalter des Hellenismus. In manchen Regionen wie Ägypten hielt sich diese Epoche bis zur Zeitenwende.
Währenddessen erstarkten die Römer derart, dass sie 280 v. Chr. bereits das ganze italienische Festland kontrollierten. So kam es im zentralen Mittelmeerraum zu einem Dualismus zwischen Römern und Karthagern, der sich zunächst in freundlicher Koexistenz, später in Rivalentum äußerte und schließlich zu bewaffneten Konflikten führte. Die Punischen Kriege, die über einen Zeitraum von 264 bis 146 v. Chr. ausgetragen wurden und mit der völligen Vernichtung Karthagos, und damit des phönizischen Staatswesens, endeten. Nachdem Rom so zur Hegemonialmacht im westlichen und zentralen Mittelmeerraum geworden war, dehnte es das Staatsgebiet unaufhaltsam aus. Die geschwächten hellenistischen Reiche im Osten wurden nach und nach unter römisches Protektorat gestellt und schließlich annektiert. Während Julius Caesar das Reich vor allem nach Gallien ausdehnte, gelang es Augustus, dem ersten römischen Kaiser und dem Begründer des Prinzipats, und seinen Nachfolgern, auch die letzten Küstengebiete rund um das Mittelmeer durch gezielte Kolonisation und Eroberung unter Kontrolle zu bringen. Für die folgenden 400 Jahre war der gesamte Mittelmeerraum eine politische Einheit (siehe Römisches Reich). Dies war nie zuvor und nie danach jemals der Fall gewesen.

## Spätantike und frühes Mittelalter

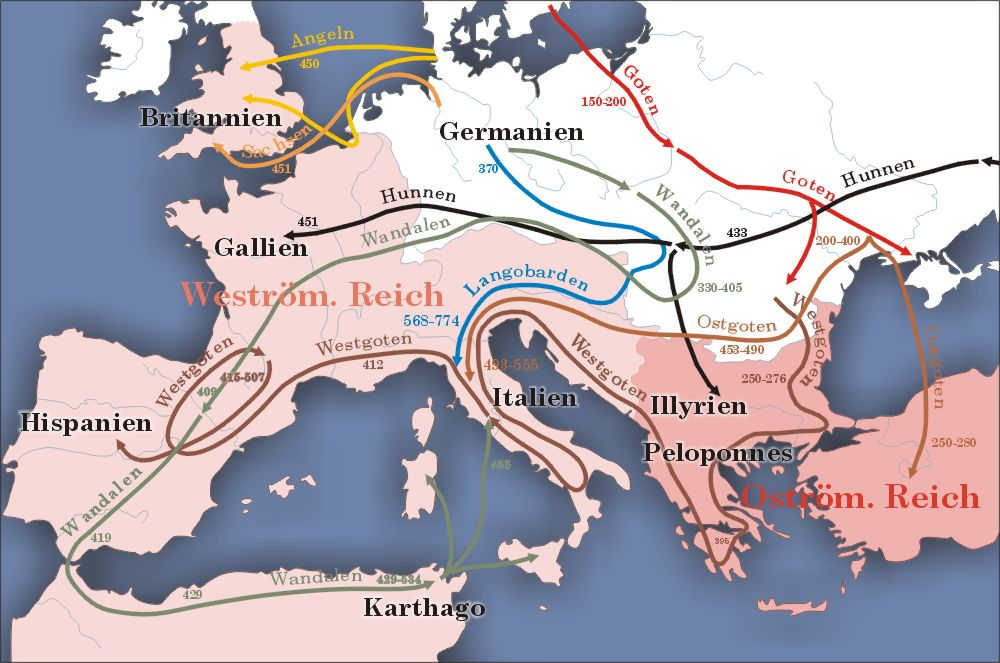
Die Völkerwanderung betraf vor allem den westlichen Mittelmeerraum

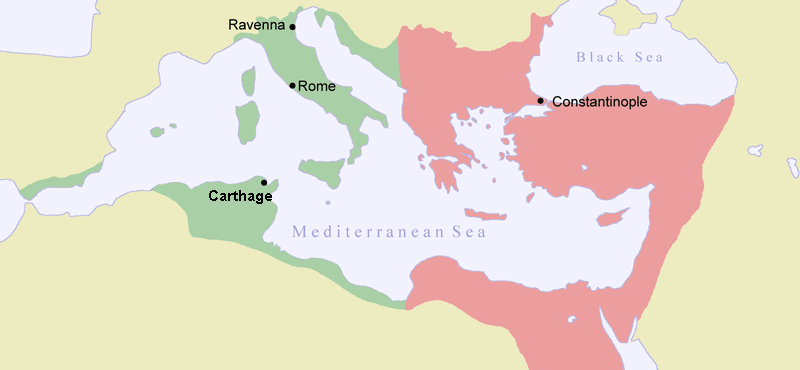
Das Byzantinische Reich nach den Rückeroberungen Justinians

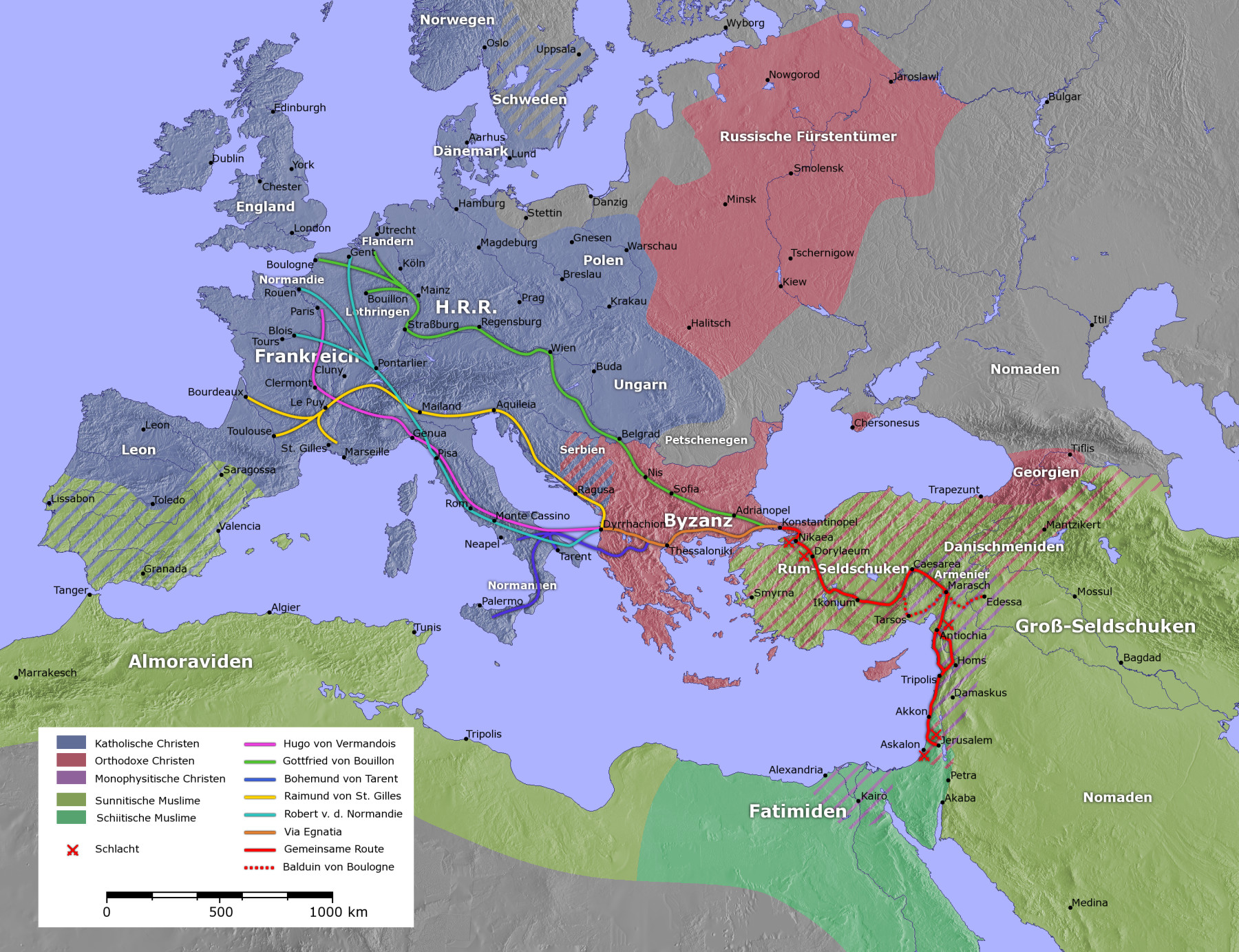
Der Verlauf des Ersten Kreuzzuges

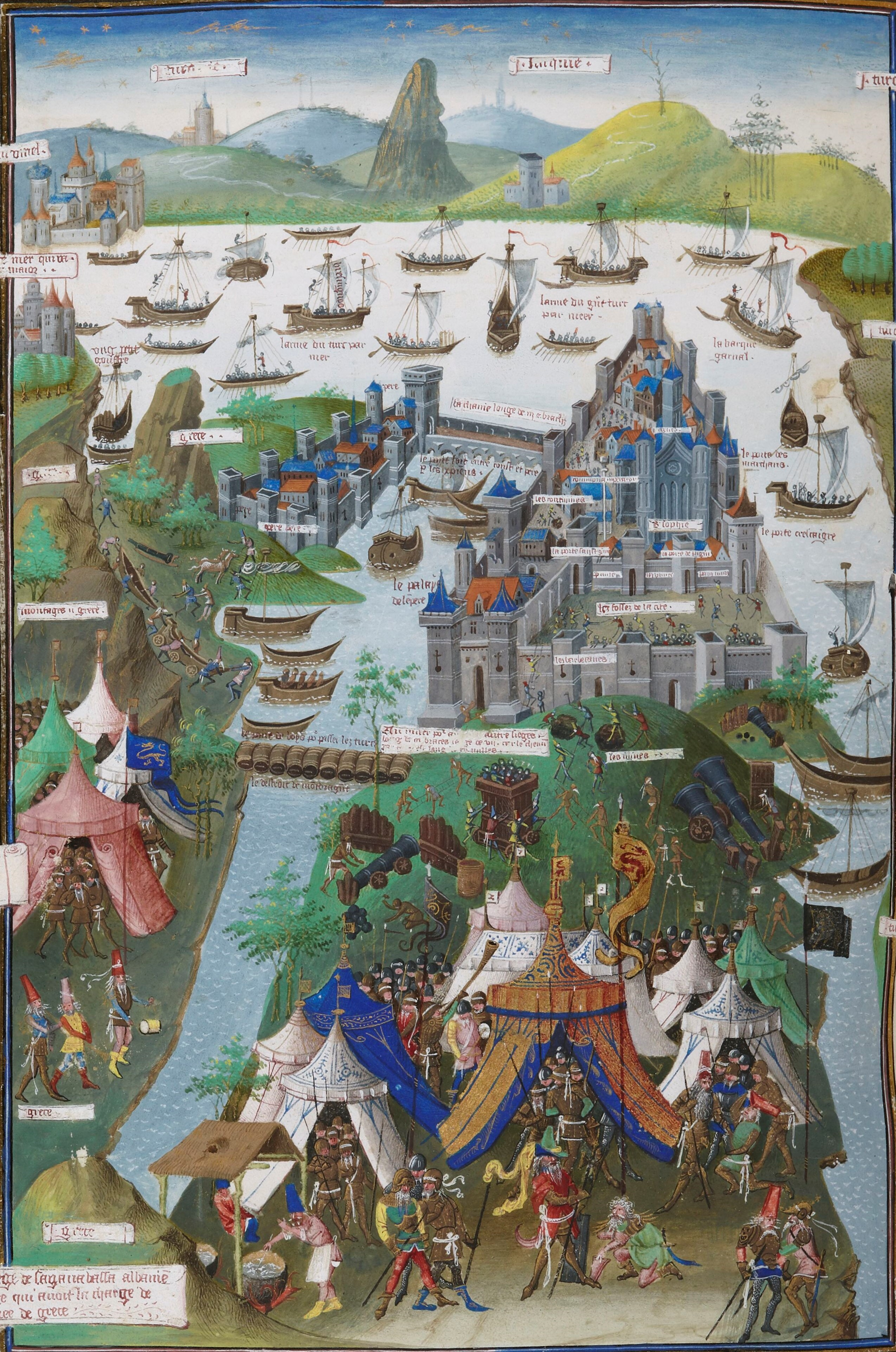
Der Fall von Byzanz in einer zeitgenössischen Darstellung

In der Spätantike begann die langsame Christianisierung des römischen Staatswesens, was weitreichende Folgen haben sollte, wie etwa die Zurückdrängung des Heidentums (siehe Konstantin der Große und Theodosius I.); gleichzeitig musste Rom in diesem Zeitraum auch um das Überleben kämpfen: Um 375 setzte die sogenannte Völkerwanderung ein, ausgelöst durch den Einfall der Hunnen. Dem Druck der dadurch neuen Siedlungsraum suchenden Germanenstämme von Norden konnte das oströmischen Reich, das aus der (faktischen) Teilung des Gesamtreiches 395 hervorgegangen war, erfolgreich standhalten. Der politisch, wirtschaftlich und militärisch labilere Westen dagegen zerfiel Ende des 5. Jahrhunderts in enormer Geschwindigkeit. Die Ostgoten besetzten ab 489 Italien, die Westgoten und Sueben Iberien, die Franken rückten in Gallien ein und sollten dort auch den langlebigsten der germanischen Nachfolgestaaten errichten. Den weitesten Weg legten die Vandalen zurück, die bis nach Nordafrika und Sizilien wanderten. Diese Stämme gründeten jeweils souveräne Reiche, die unterschiedlich lange bestanden. Der letzte noch als spätantik angesehene Kaiser Justinian I. betrieb eine aggressive Restaurationspolitik und eroberte weite Teile Westroms zurück, wobei ihm die Schwäche der Germanenreiche zugutekam. Schon nach seinem Tod 565 jedoch bröckelte das Reich erneut und Italien ging größtenteils an die Langobarden verloren, während es im Osten sich gegen die Sassaniden und später die Araber (siehe Herakleios und Islamische Expansion) zur Wehr setzen musste. In der Moderne als Byzantinisches Reich bezeichnet, sollte der Rechtsnachfolger des römischen Kaiserreiches noch für weitere knapp 1000 Jahre Bestand haben, befand sich aber weitgehend auf einem permanenten Rückzug vor aggressiven Nachbarvölkern, bis Byzanz schließlich 1453 fiel.
Im Frühmittelalter stiegen im 7. und 8. Jahrhundert zwei neue Großmächte auf: Frankenreich und das arabische Kalifat. Während sich ab den 630er Jahren der Islam innerhalb kürzester Zeit über die Levante und Nordafrika ausbreitete (Islamische Expansion), beherrschte das Frankenreich insbesondere den nordwestlichen Teil des Mittelmeerraumes zwischen Nordspanien und Italien. Unter dem Druck der arabischen Kalifen fielen zunächst die levantinischen, dann die afrikanischen Besitzungen des oströmischen Reiches. Ab 711 begann die Unterwerfung des Westgotenreiches. Die Araber drangen bis Narbonne vor und wurden erst 732 von Karl Martell endgültig gestoppt. Als von den christlich gebliebenen iberischen Gebieten aus die Reconquista eingeleitet wurde, schob sich die Nordgrenze des Islam langsam zurück, aber auch hier sollte es das ganze Mittelalter hindurch dauern, bis als letzte Bastion das maurische Fürstentum Granada 1492 in die Hände der Christen fiel. Gleichwohl bedeuteten die sieben Jahrhunderte für Spanien einen gewaltigen wirtschaftlichen und kulturellen Fortschritt, da die Okkupation mit der Blütezeit des Islams zusammenfiel, von der auch Nordafrika und der Vordere Orient nachhaltig profitierten. Religiöse Toleranz sowie medizinische, kulturelle und technische Fortschritte legten den Grundstein für ein über Jahrhunderte prosperierendes Gemeinwesen in den Kalifaten. Mit der islamischen Expansion wurde die religiöse Teilung des Mittelmeerraumes besiegelt, die bis heute andauert: Der nördliche Teil blieb von da an größtenteils christlich, der südliche Teil islamisch geprägt.

## Hochmittelalter
Mit der Teilung des Frankenreiches im Vertrag von Verdun entwickelte sich der Ostteil ab den Ottonen 962 zum Heiligen Römischen Reich. Vorausgegangen war bereits mit der Pippinschen Schenkung 756 die Errichtung des Kirchenstaats in Mittelitalien. Süditalien blieb dagegen lange Zeit umkämpft: Sizilien wurde zunächst von den Sarazenen eingenommen, bevor um 1000 die Normannen ganz Süditalien zu ihrem Herrschaftsgebiet machten. Erst unter Friedrich II. gelang die kulturelle Integration in das Heilige Römische Reich, die jedoch nicht von langer Dauer war.
Im Osten des Mittelmeerraumes kam es derweil zu weiteren Niederlagen des Byzantinischen Reiches. Ein Hilfsgesuch des Kaisers Alexios I. führte 1095 zum Ausruf des ersten Kreuzzuges, dessen Charakter über militärische Hilfe weit hinausging: Jerusalem sollte für die Christen zurückerobert werden und das Heilige Land den so genannten Ungläubigen entrissen werden. Der erste Kreuzzug führte aufgrund der zerstrittenen islamischen Regenten zu weitreichenden Geländegewinnen und der Errichtung der so genannten Kreuzfahrerstaaten, die in ihrer größten Ausdehnung von der kleinasiatischen Südküste bis zum Golf von Akaba reichten. Deren Bestand sollte jedoch nicht von langer Dauer sein: Obwohl mindestens neun Kreuzzüge in den Nahen Osten unternommen wurden, mussten die letzten christlichen Bastionen nach vielen Verlusten 200 Jahre später geräumt werden. Als besonders fatal erwies sich der Vierte Kreuzzug, der sich 1204 gegen Byzanz selber richtete, so dass die Stadt tagelang geplündert und größtenteils zerstört wurde. Dies führte nicht nur zur nachhaltigen Zerrüttung des Verhältnisses zwischen westlichen und östlichen Christen, sondern auch zum endgültigen Niedergang des Byzantinischen Reiches, das dem Vordringen der Muslime von Osten nichts Entscheidendes mehr entgegensetzen konnte. Das Früh- und Hochmittelalter hat aber trotz oder gerade wegen der Konflikte zwischen Morgen- und Abendland viel zum interkulturellen Austausch beigetragen, von denen gerade die westlichen Gesellschaften profitierten.

## Spätmittelalter
Das Spätmittelalter war geprägt durch einen anhaltenden Aufschwung im italienischen Raum. Besonders die Republik Venedig breitete spätestens ab 1204 ihre Handelsaktivitäten bis weit in den östlichen Mittelmeerraum aus und löste Byzanz als führende Handelsmacht ab. Die Republik Genua erwarb Korsika und setzte sich in der Ägäis fest, Pisa, das auf dem Festland nur kleine Territorien besaß, kontrollierte weitgehend den Seehandel im westlichen Teil. Gleichzeitig erstarkten die neuen Königreiche, die sich auf der iberischen Halbinsel im Zuge der Reconquista gebildet hatten: So dehnte die Krone Aragonien seine Einflusssphäre bis auf Süditalien aus, des Weiteren vergrößerten Kastilien und Portugal ihren Machtbereich. Diese Staaten waren es auch, in denen die Städte früh zu neuer Blüte gelangten: Ab dem 11. Jahrhundert setzte eine wahre Gründungswelle von Universitäten ein und die Akkumulation von Kapital begann ab dem 14. Jahrhundert den Frühkapitalismus mit der Entstehung der modernen Geldwirtschaft, einem zivilen Bauboom reicher Bürger und Mäzenatentum in der Kunst auszubilden. Das Heilige Römische Reich verlor weitgehend die Kontrolle über die italienischen Gebiete.
Im islamischen Machtbereich stellten die Almohaden in der Atlasregion und in Andalusien, die Fatimiden und Mameluken in Ägypten und die Seldschuken, später die Osmanen in Kleinasien Machtfaktoren dar. Das Osmanische Reich breitete sich in der Folge auf den Balkan und Griechenland aus und expandierte in den gesamten Nahen Osten. Das Ende des Mittelalters wird mit einigen entscheidenden Ereignissen in Verbindung gebracht: 1453 fiel Konstantinopel an die Osmanen, 1492 wurde die Reconquista beendet, schon um 1430 setzte sich die Renaissance in Italien durch und löste mit neuen Staatsphilosophien bald die feudalen Strukturen ab. Mit der Entdeckung Amerikas 1492 sollte die Mittelmeerregion insgesamt einen dramatischen Bedeutungsverlust erfahren, da der bis dahin florierende Handel mit exotischen Waren und Rohstoffen vom atlantischen Seehandel schwer getroffen wurde.

## Frühe Neuzeit

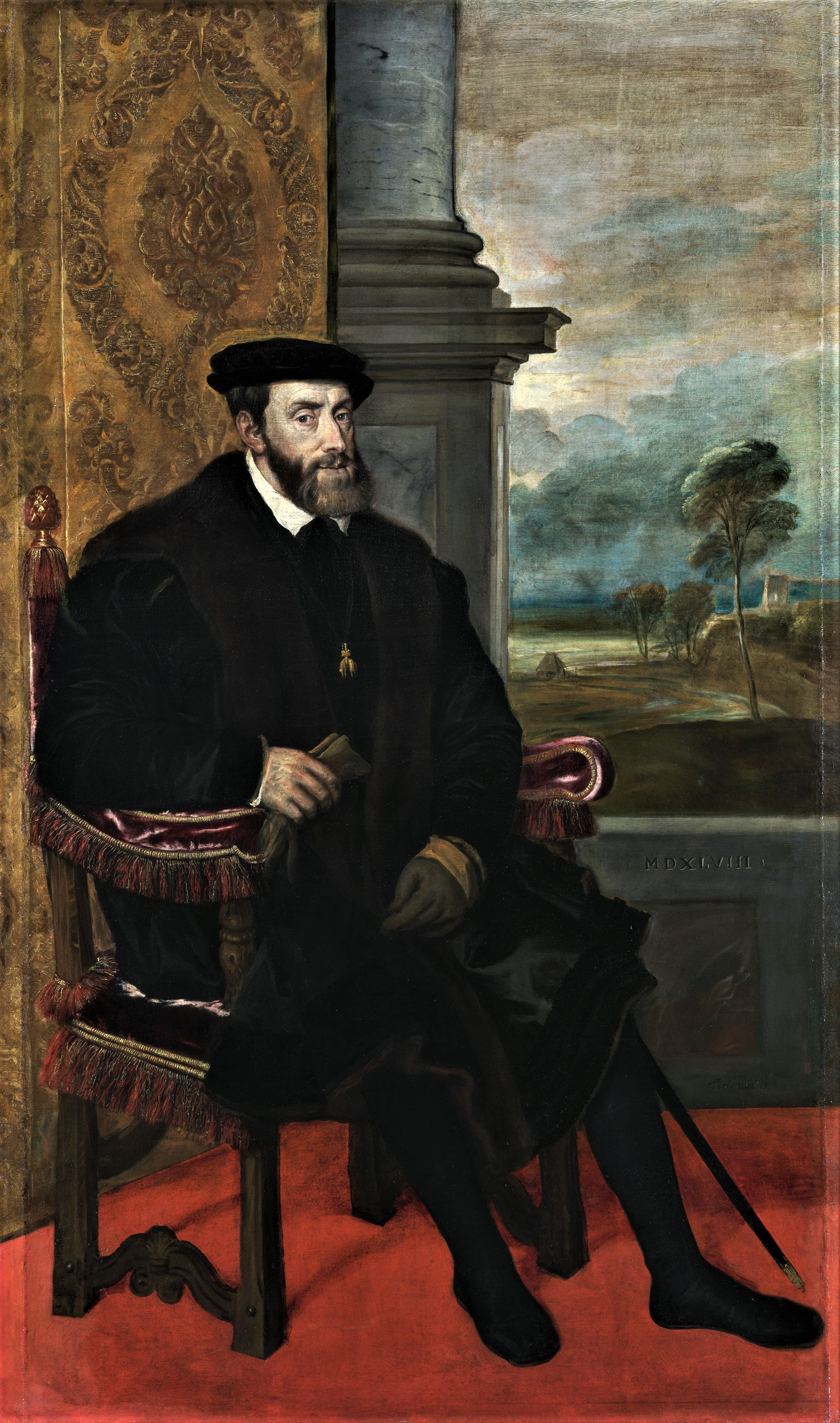
Karl V. (Gemälde von Tizian)

Die wichtigsten Seemächte der frühen Neuzeit waren weiterhin Venedig und Genua, die den Handel mit der arabischen Welt und damit nach Südostasien dominierten. Sie besaßen auch zahlreiche Kolonien im östlichen Mittelmeer (s. Genueser Kolonien, venezianische Kolonien).
Im 16. Jahrhundert erlebte der Mittelmeerraum eine Verlagerung des politischen und wirtschaftlichen Schwerpunkts nach Westen und mit der Vereinigung von Kastilien und Aragonesien die Geburt und den rasanten Aufstieg Spaniens zur Weltmacht. Insbesondere Karl V., der als erster Habsburger sowohl über Spanien als auch das Heilige Römische Reich sowie die neuen amerikanischen Kolonien herrschte, verkörperte ungeahnte Machtfülle in einem Reich, „in dem die Sonne nicht untergeht“. Dies zeigte sich in dem von Karl V. unternommenen Tunisfeldzug von 1535. Auch wenn die Personalunion bald darauf aufgelöst wurde, blieb Spanien über 200 Jahre lang ein enormer Machtfaktor im Mittelmeerraum. Karls Sohn Philipp II. regierte sogar in Personalunion Portugal mit. Zugleich erstarkte nach dem Ende des Hundertjährigen Krieges Frankreich. Italien blieb zersplittert und die einzelnen Fürstentümer und Republiken verloren an politischer Macht, blieben jedoch wirtschaftlich stabil. Venedig hielt sich noch lange entlang der Adriaküsten und die oberitalienischen Fürstentümer wehrten in einer Reihe von Italienkriegen französische Expansionsbestrebungen mehrfach ab, wobei sie dem französischen Ritterheer schwere Niederlagen zufügten. Das Osmanische Reich dehnte seinen Aktionsradius immer weiter aus, bis es 1529 zur ersten Belagerung von Wien kam. Zu diesem Zeitpunkt hatte Süleyman der Prächtige das Reich auf den Höhepunkt seiner Macht geführt; weite Teile Nordafrikas standen bereits unter der Herrschaft der Osmanen. Die zweite Belagerung von Wien 1683 markierte den Beginn des osmanischen Niedergangs und die habsburgisch-österreichischen Lande begannen sich in den Mittelmeerraum auszudehnen.
Auf dem Meer konnte das Osmanische Reich allerdings trotz der 1571 verlorenen Seeschlacht von Lepanto eine starke Stellung wahren, auch dank der Korsaren aus den Barbareskenstaaten des Maghreb. Diese kaperten im gesamten Mittelmeer europäische Schiffe und verschleppten die Besatzungen und Passagiere, um Lösegelder zu erpressen oder die Gefangenen auf Sklavenmärkten zu verkaufen (siehe auch mediterraner Sklavenhandel). Immer wieder überfielen die Korsaren auch kleinere und mittlere Hafenstädte der christlichen Anrainerstaaten, um deren Einwohner zu verschleppen, wobei sie aufgrund des Überraschungsmoments und ihrer zahlenmäßigen Stärke leichtes Spiel hatten. Viele Küstenstriche in Südeuropa blieben daher jahrhundertelang dünn besiedelt und das bloße Gerücht von Korsarensichtungen konnte Massenpaniken auslösen. Aber auch die Malteserorden machten mit Piraterie einträgliche Geschäfte und brachten zahlreiche osmanische und gelegentlich auch europäische Schiffe auf.
Der Spanische Erbfolgekrieg sorgte 1713 für eine Neuordnung des westlichen und zentralen Mittelmeerraumes. Die französische Expansion wurde zunächst gestoppt, Spanien auf das Festland und die Balearen reduziert und der italienische Raum neu unter den Herrscherhäusern aufgeteilt. Gewinner war vor allem die habsburgisch-österreichische Linie, die Süditalien, Sizilien, Sardinien und Mailand hinzugewann. Dieser Zustand hielt jedoch nicht lange an: Das spanisch-bourbonische Königshaus gewann die Kontrolle über die italienischen Gebiete bald zurück. Inzwischen wurde der größte Teil des Maghreb von Berberstämmen beherrscht, die sich der Kontrolle des Osmanischen Reiches entzogen, aber die Wirtschaft vernachlässigten. Marokko und Algerien wurden ökonomisch marginalisiert, was die Spanier zu Invasionen einlud. Die Stützpunkte Ceuta und Melilla sind bis heute unter spanischer Kontrolle.

## 19. Jahrhundert
Nachdem der Rest des Jahrhunderts ruhig verlaufen war, kam es zu Beginn des 19. Jahrhunderts zur großen napoleonischen Expansion. Bis 1812 kontrollierte Frankreich direkt oder über Vasallenstaaten (die von Napoleoniden regiert wurden) den gesamten Mittelmeerraum zwischen Portugal und Montenegro. Napoleon gliederte kurzzeitig Katalonien, halb Ober- und Mittelitalien sowie Illyrien in das Mutterland ein, zerschlug den Kirchenstaat nach über 1000 Jahren Existenz und degradierte Rom auf den Status einer Département-Hauptstadt.
Nach Napoleons Scheitern und Verbannung wurden im Wiener Kongress 1815 die meisten alten Grenzen wiederhergestellt und Österreich gewann erneut beträchtlichen Einfluss über die Adria und Oberitalien. Frankreich, nun wieder unter Bourbonenherrschaft, begann hauptsächlich aus innenpolitischen Gründen ab 1830 mit einer groß angelegten Kolonisation von Nordafrika. Der algerische Teil des Mittelmeerraumes wurde sogar 1848 zum Teil des französischen Mutterlandes erklärt. Dies setzte auch dem Treiben der nordafrikanischen Korsaren ein Ende, die bereits durch die Kriege mit den USA geschwächt worden waren. Derweil bestärkte die osmanische Schwäche und der Nationalstaatsgedanke die Balkanländer in ihren Freiheitsbestrebungen. Nachdem Montenegro den Anfang gemacht hatte, entstand auch Griechenland als Staat neu. Bis zum Ende des Jahrhunderts mussten sich die Osmanen fast ganz aus Europa zurückziehen.
1860 erfolgte die lang ersehnte Einigung Italiens, das indessen ebenfalls als Nationalstaat entstand. Giuseppe Garibaldi begann seinen Zug von Sizilien aus und vereinigte fast die ganze Apennin-Halbinsel hinter seiner Idee. 1870 folgte der verbliebene Kirchenstaat, der jedoch endgültig nicht mehr existieren sollte. Als Relikt ist die Vatikanstadt als kleinster Staat der Welt bis heute übrig geblieben.

## 20. Jahrhundert

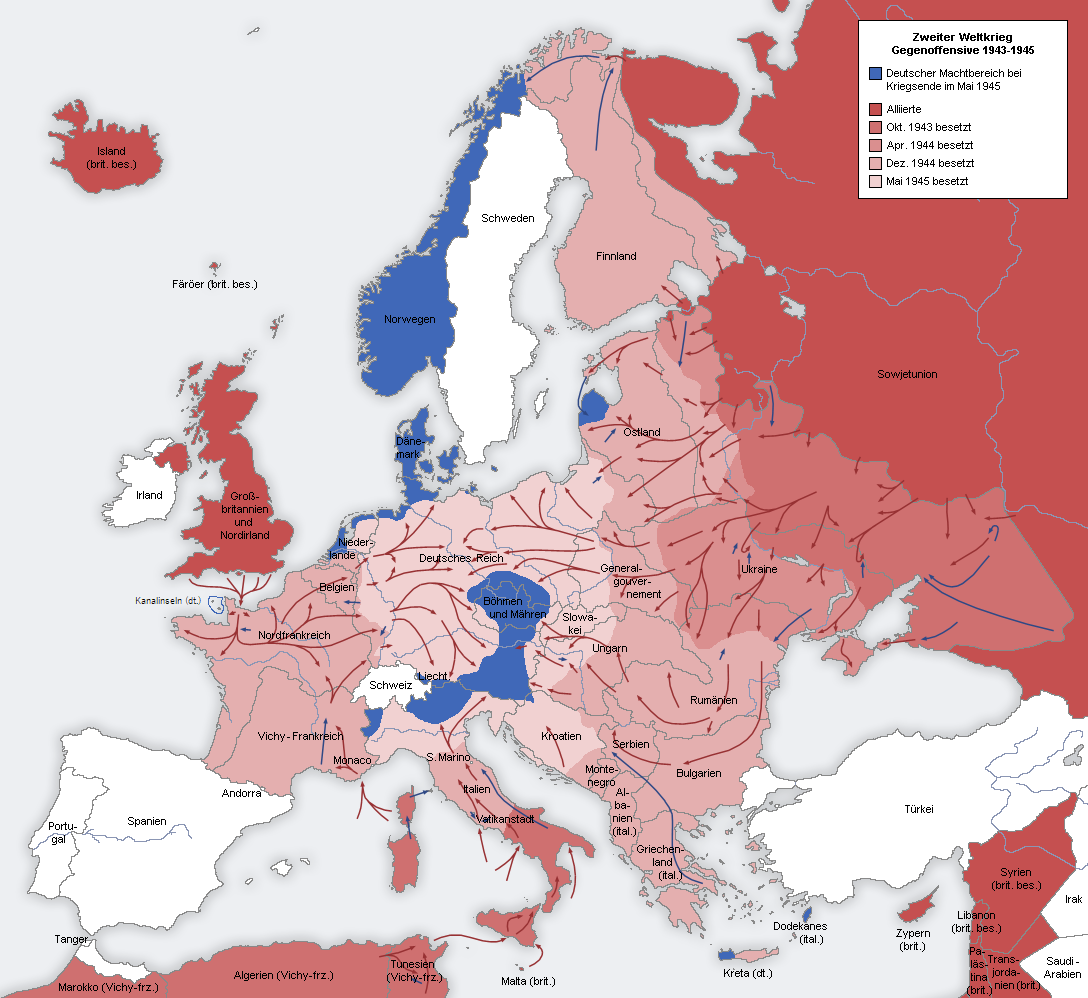
Offensive der Alliierten im Zweiten Weltkrieg 1943–1945. Die Operationen begannen in Sizilien.

Bis zum Ausbruch des Ersten Weltkrieges 1914 war Nordafrika von europäischen Mächten vollständig zu Kolonien erklärt worden: Spanien kontrollierte den Rif, Frankreich den restlichen Maghreb, Italien das tripolitanische Gebiet (heute Libyen) und England Ägypten. Nach den Balkankriegen war Albanien entstanden und Bulgarien hatte sich einen Zugang zum Mittelmeer verschafft, den es aber schon 1920 an Griechenland verlieren sollte. Der westliche Balkan (außer Albanien) vereinigte sich 1919 zum Königreich Jugoslawien. Am Ende des Weltkrieges war auch das Osmanische Reich endgültig untergegangen. Der kleinasiatische Teil wurde unter dem Namen Türkei 1923 Republik, die vorderasiatischen Gebiete teilten sich Frankreich und Großbritannien untereinander auf: Libanon und Syrien wurden französisches, Palästina und Transjordanien britisches Mandatsgebiet. Die damals gezogenen Grenzen zwischen den Mittelmeerländern blieben weitgehend bis heute.
Der Zweite Weltkrieg trug die Kampfhandlungen vor allem in den zentralen Mittelmeerraum: Zunächst überfiel das faschistische Italien den Nachbarn Albanien, später marschierte Deutschland in den Balkan und nach Frankreich ein. Im mediterranen Teil Frankreichs regierte das Vichy-Regime, eine Marionettenregierung unter Deutschlands Kontrolle. In Frankreich und dem deutsch besetzten Teil Griechenlands wurden die ansässigen Juden deportiert und ermordet. 1942 stoppten die Briten den deutschen Vormarsch in Nordafrika in den zwei Schlachten bei El Alamein, 1943 landeten die Alliierten in Sizilien und Mussolini konnte nach seiner Absetzung als Regierungschef noch für einige Zeit einen Scheinstaat in Norditalien unter Hitlers Schutz führen. Nach der bedingungslosen Kapitulation Deutschlands 1945 musste Italien den Dodekanes und Istrien abgeben. Die britisch kontrollierten Nahostgebiete sowie die französischen Protektorate Syrien und Libanon erlangten ihre Unabhängigkeit, wobei die Juden ein Gebiet im Mandatsgebiet Palästina zugesprochen bekamen. 1948 wurde der Staat Israel gegründet.
Die Dekolonisation ließ 1951 Libyen, 1956 Marokko, 1957 Tunesien und erst nach einem langen Unabhängigkeitskrieg 1962 Algerien als Staaten entstehen. 1960 erreichte Zypern die Unabhängigkeit und 1964 als letzter Staat Malta. Unter den Mittelmeerländern ist es seitdem immer wieder zu Konflikten gekommen, die teilweise bis in die Gegenwart andauern: 1974 besetzte die Türkei nach Übergriffen griechischer Militärs Nordzypern und teilte damit die Insel. Der Nahostkonflikt dauert seit Ende des Weltkriegs an. Ägypten, das damals ein Hauptakteur war, spielt heute eher eine Vermittlerrolle zwischen Israel und Palästina. 1975 eskalierte der innere Konflikt im Libanon zum Bürgerkrieg, woraufhin syrische Truppen das Land besetzten und erst 2005 wieder den langsamen Rückzug antraten. Der Zerfall Jugoslawiens hat von 1991 bis 2001 zu grausamen Kriegen geführt, unter denen fast ausschließlich die Zivilbevölkerung, vor allem die Bosniaken, zu leiden hatten.